# Občina Štore
Občina Štore je jednou z 212 občin ve Slovinsku. Nachází se v Savinjském regionu na území historického Dolního Štýrska. Občinu tvoří 12 sídel, její rozloha je 28,1 km² a k 1. lednu 2017 zde žilo 4 242 obyvatel. Správním střediskem občiny je Štore.

## Členění občiny
Občina se dělí na sídla: Draga, Javornik, Kanjuce, Kompole, Laška vas pri Štorah, Ogorevc, Pečovje, Prožinska vas, Svetina, Svetli Dol, Šentjanž nad Štorami, Štore.